# Bản ghi nhớ

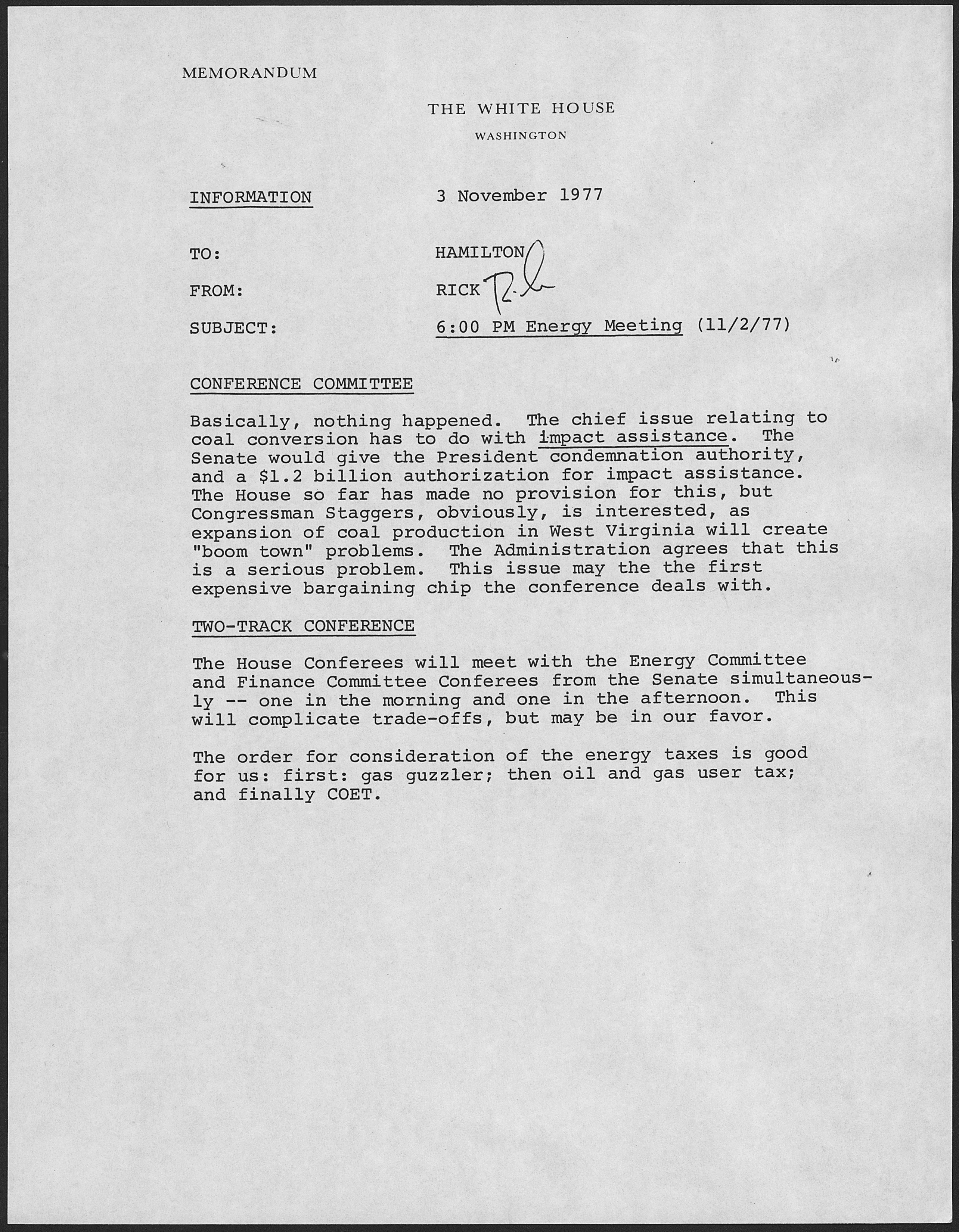
Bản ghi nhớ viết bởi nhân viên trong nhiệm kỳ của Tổng thống Mỹ Carter tại Nhà Trắng

Bản ghi nhớ hay memo (tiếng Anh: memorandum) là một thông điệp bằng chữ viết, thường được dùng trong các văn phòng doanh nghiệp. Trong tiếng Việt, tùy vào ngữ cảnh và mục đích mà chúng có thể được gọi với những thuật ngữ khác nhau, bao gồm biên bản, giác thư, bị vong lục, thư báo, và một số tên gọi khác.
Trong ngành luật, memo dùng để ghi lại các điều khoản của một giao dịch hay hợp đồng, như là biên bản chính sách, biên bản ghi nhớ, hoặc biên bản thành lập.
Trong kinh doanh, memo thường được các công ty dùng cho giao tiếp nội bộ, còn Thư thường được dùng cho những giao tiếp bên ngoài.
Một số dạng của memo bao gồm ghi chú tóm tắt, báo cáo, Thư. Chúng thường được coi là văn học xám. Tùy vào đối tượng người đọc mà định dạng của của memo có thể chặt chẽ, ngắn gọn, hoặc thoải mái hơn.

## Bản ghi nhớ trongngoại giao

### Bị vong lục
Bị vong lục là hình thức văn thư ngoại giao dùng để tuyên bố, khẳng định lại lập trường của mình về một vấn đề, hoặc khái quát tình hình nào đó cần thông báo cho phía bên kia (những vấn đề trước đây phía bên kia đã biết).
Về từ nguyên, "bị vong lục" là "ghi chép lại để đề phòng khi quên".
Năm 2006, Việt Nam đang trong quá trình chuẩn bị để gia nhập Tổ chức Thương mại Thế giới (WTO). Bước thứ ba của quá trình này là gửi bị vong lục gửi cho ban thư ký của WTO, nhằm làm nền tảng cho việc xem xét của Ban công tác xét duyệt. Bị vong lục đó chứa thông tin tóm tắt về hệ thống cơ chế, chính sách kinh tế, thương mại, và dịch vụ của Việt Nam.

### Giác thư
Dùng để nhắc nhở phía bên kia thực hiện một việc gì đó đã được thống nhất. Tương ứng với thuật ngữ "Diplomatic Memorandum" trong tiếng Anh.